# Пежма
Пежма́ (рос. Пежма) — селище у складі Верховазького району Вологодської області, Росія. Входить до складу Морозовського сільського поселення.

## Населення
Населення — 291 особа (2010; 383 у 2002).
Національний склад (станом на 2002 рік):
- росіяни — 98 %